# Denis Irwin
Joseph Denis Irwin (* 31. října 1965) je bývalý irský fotbalista a televizní moderátor, hrál jako krajní obránce. Irwin je nejúspěšnějším irským fotbalistou v počtu trofejí (19), o rekord se dělí s Ronniem Whelanem a Royem Keanem.
Svou kariéru začal v Leeds United. Proslavil se zejména svým působením v Manchesteru United, jak přestoupil v roce 1990 z Oldhamu Athletic. S klubem vyhrál sedm titulů Premier League, dvakrát FA Cup, čtyřikrát FA Community Shield, jeden EFL Cup, Superpohár UEFA 1991, Pohár vítězů pohárů 1990/1991, Ligu mistrů 1998/1999 a Interkontinentální pohár 1999. Alex Ferguson ho považoval za jeden z nejlepších přestupů, které kdy udělal. Z Manchesteru United přestoupil v roce 2002 do Wolverhamptonu Wanderers, kde v roce 2004 ukončil kariéru.
Odehrál 56 zápasů za reprezentaci, vstřelil 4 góly. Hrál na Mistrovství světa ve fotbale 1994.